# 佩靈斯湖

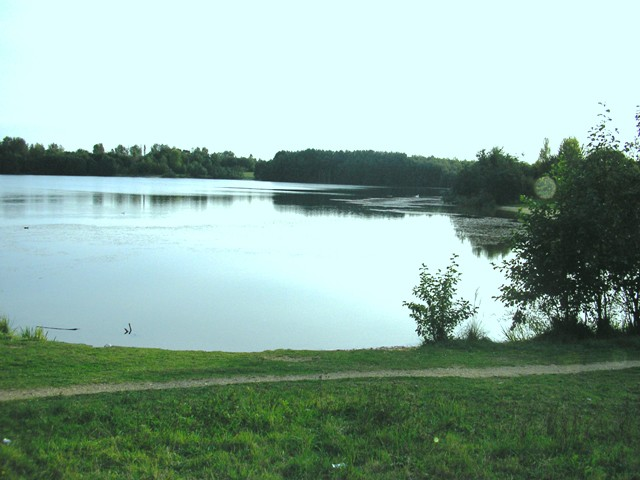

佩靈斯湖（德語：Peringsmaar），是德國的湖泊，位於該國西部，由北萊茵-威斯特法倫州負責管轄，處於萊茵-埃爾夫特縣，長0.5公里、寬0.5公里，面積0.18平方公里。